# 冨田斅純
冨田 斅純（とみた こうじゅん、1875年5月2日 - 1955年7月22日）は、明治〜昭和期の日本の僧侶。真言宗豊山派管長および教育者。
「斅」が特殊文字であることから、ウェブ上では「富田学純」という代用表記も見られる。

## 生涯
長野県水内郡水内村（現・長野市信州新町）に生まれる。1897年、哲学館（現・東洋大学）卒業。1882年、長野県更府村長勝寺の冨田容純の従弟となる。1902年、哲学館の卒論を「新義真言宗史綱」として出版。1911年、真言宗豊山派宗務長、同派集議などを経て、1932年、同派管長となり、大僧正。

### 宝仙寺住職の時代
1914年より東京中野宝仙寺住職。一方1920年豊山大学長となり、1926年同大と大正大学合同で、大正大学教授となった。のち感応幼稚園（現・宝仙学園幼稚園）、中野高等女学校（現・宝仙学園中学校・高等学校）を設立、1951年、宝仙学園短期大学（現・こども教育宝仙大学）長に就任。

## 主な受章
藍綬褒章（1953年）

## 著書
- 「秘密辞林」
- 「密教百話」
- 「新義真言宗史」※堀内規之編著「富田斅純『新義真言宗史』を読む」（初版年月日: 2024年1月12日）